# Scabiosa alexeenkoana
Scabiosa alexeenkoana är en tvåhjärtbladig växtart som beskrevs av Sulak. Scabiosa alexeenkoana ingår i släktet fältväddar, och familjen Dipsacaceae. Inga underarter finns listade i Catalogue of Life.